# Dario Caviezel
Dario Caviezel (Coira, 15 luglio 1995) è uno snowboarder svizzero, specializzato in slalom gigante parallelo e slalom parallelo.

## Biografia
Originario di Coira e specializzato in slalom gigante parallelo e slalom parallelo, Dario Caviezel ha esordito a livello internazionale il 27 novembre 2010 in Coppa Europa di snowboard a Hochfügen, in slalom gigante parallelo, classificandosi 70º. Il 21 dicembre 2012 ha debuttato in Coppa del Mondo, giungendo 37º nella stessa disciplina a Carezza al Lago. Nella stessa località e nella medesima disciplina, il 14 dicembre 2017 ha ottenuto il suo primo podio nel masso circuito, chiudendo al terzo posto nella gara vinta dal russo Andrej Sobolev. Il 18 dicembre 2021 ha ottenuto la sua prima vittoria nella stessa manifestazione, imponendosi a Cortina d'Ampezzo. Ai Mondiali di Bakuriani 2023 ha ottenuto l'argento nello slalom gigante parallelo e il bronzo nel parallelo a squadre.

## Palmarès

### Mondiali
- 2 medaglie:
  - 1 argento (slalom gigante parallelo a Bakuriani 2023)
  - 1 bronzo (slalom parallelo a squadre a Bakuriani 2023)

### Mondiali juniores
- 1 medaglia:
  - 1 argento (slalom gigante parallelo a Yabuli 2015)

### Coppa del Mondo
- Miglior piazzamento nella Coppa del Mondo di parallelo: 8° nel 2017
- 10 podi:
  - 3 vittorie
  - 4 secondi posti
  - 3 terzi posti

#### Coppa del Mondo - vittorie
| Data             | Località          | Paese    | Specialità |
| ---------------- | ----------------- | -------- | ---------- |
| 18 dicembre 2021 | Cortina d'Ampezzo | Italia   | PGS        |
| 21 gennaio 2023  | Bansko            | Bulgaria | PSL        |
| 19 gennaio 2025  | Bansko            | Bulgaria | PGS        |

Legenda:

PGS = slalom gigante parallelo

PSL = slalom parallelo